# Neuromodulació
Neuromodulació és el procés fisiològic pel qual una neurona determinada usa un o més d'un neurotransmissors per a regular diverses poblacions de neurones. Això és en contrast amb la clàssica transmissió sinàptica, en la qual una nerurona presinàptica directament influeix un sola neurona associada postsinàptica. Els neuromoduladors secretats per un petit grup de neurones es difonen a través de grans zones del sistema nerviós i afecten moltes neurones. Els principals neuromoduladors en el sistema nerviós central inclouen la dopamina, la serotonina, l'acetilcolina, la histamina, i la norepinefrina.
Alguns neurotransmissors són considerats també neuromoduladors.
Eks neuromoduladors poden alterar la resposta de sortida del sistema fisiològic actuant sobre els inputs associats (per exemple, generador del patró central). Tanmateix. es considera que això només és insuficient, perquè la transformació neuromuscular des de l'input neuronal a l'output muscular pot ser afectat per rangs particulars de l'input.

## Principals sistemes de neurotransmissors
Els principals sistemes de neurotransmissors són el sistema de la noradrenalina, sistema (norepinefrina), l sistema dopamina, el sistema serotonina i el sistema colinèrgic

### Neuropèptids
- Els pèptids opioides - són una gran família de neuropèptids endògens del sistema nervós central. Drogues opiàcies com l'heroïna i la morfina actuen com receptors d'aquests neurotransmissors.[2]

1. Endorfines
2. Enkefalines
3. Dinorfines

- Substància P

## Altres usos
La neuromodulació també es refereix a una classe de teràpies emergents que tenen com a objectiu restaurar el sistema nerviós per a restaurarne funcions (com l'implant coclear).